# Nikos Dendias
Nikolaos Dendias, detto Nikos (in greco: Νικόλαος Δένδιας; Corfù, 7 ottobre 1959), è un avvocato e politico greco, ministro degli affari esteri nel governo Mītsotakīs I dal 9 luglio 2019 al 28 giugno 2023 e poi Ministro della difesa nazionale nel governo Mītsotakīs II dal 28 giugno 2023.

## Biografia
Nasce a Corfù nel 1959 da una famiglia originaria dell'Isola di Passo. Dopo aver frequentato un collegio privato ellenico-statunitense, si laurea in giurisprudenza presso l'Università Nazionale Capodistriana di Atene, e ottiene quindi un Master of Laws in Diritto marittimo e assicurativo presso l'University College di Londra e uno in Criminologia alla London School of Economics. È inoltre iscritto all'albo degli avvocati.

### Attività politica
Dendias è attivo in Nuova Democrazia dal 1978, prima come membro dell'ala studentesca, e successivamente come funzionario dell'organizzazione giovanile del partito. È stato eletto deputato per Corfù nel Parlamento ellenico alle elezioni parlamentari del 2004, del 2007, del 2009, e del 2012.
Nel corso degli anni ha ricoperto i seguenti incarichi esecutivi:
- Ministro della giustizia (gennaio-ottobre 2009 — Governo Karamanlīs II);
- Ministro della protezione civile (giugno 2012-giugno 2014 — Governo Samaras);
- Ministro dello sviluppo e della competitività (giugno-novembre 2014 — Governo Samaras);
- Ministro della difesa (novembre 2014-gennaio 2015 — Governo Samaras);
- Ministro degli affari esteri (dal luglio 2019 — Governo Mītsotakīs).